# Teylers Museum

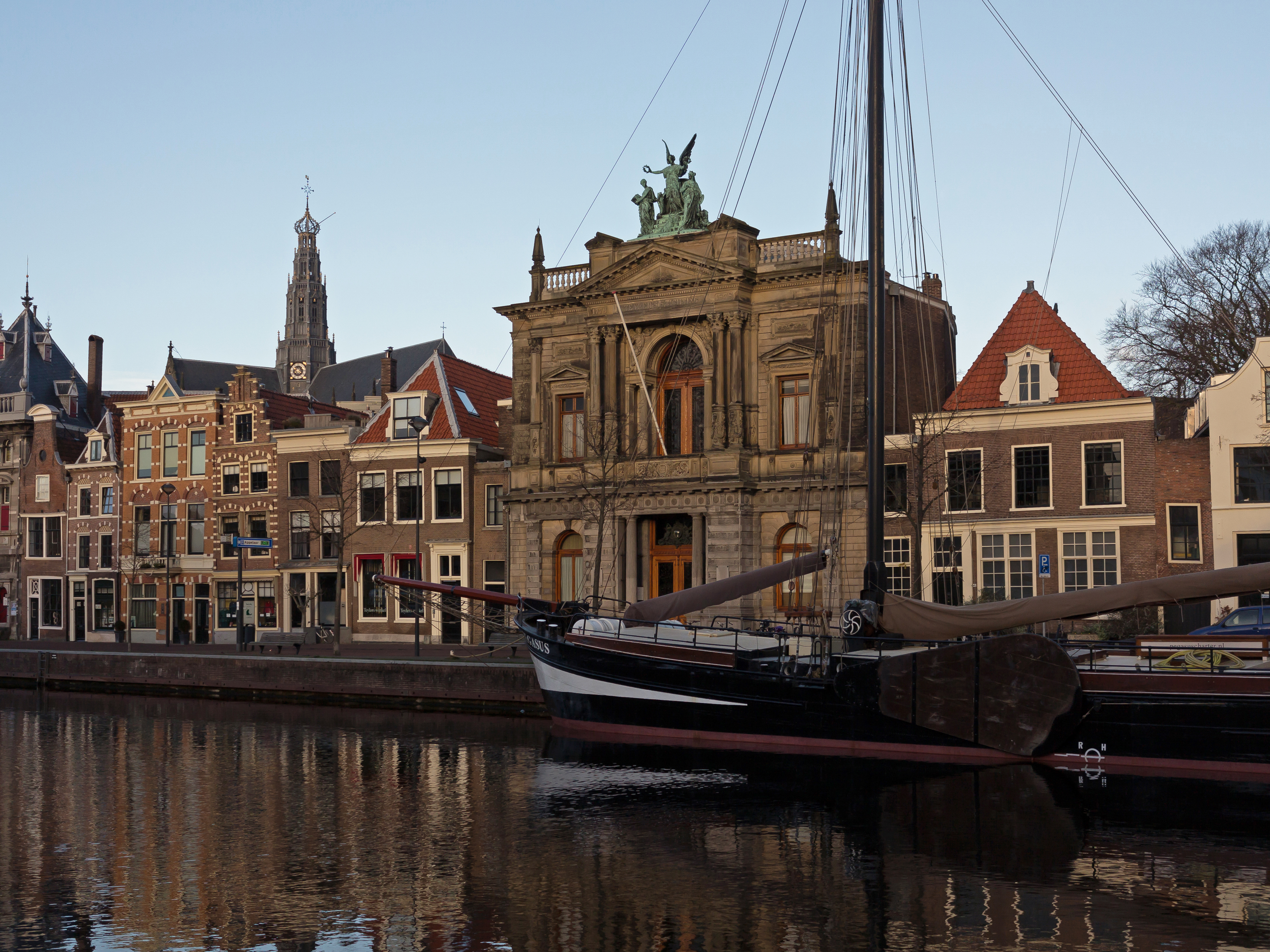
Teylers Museum

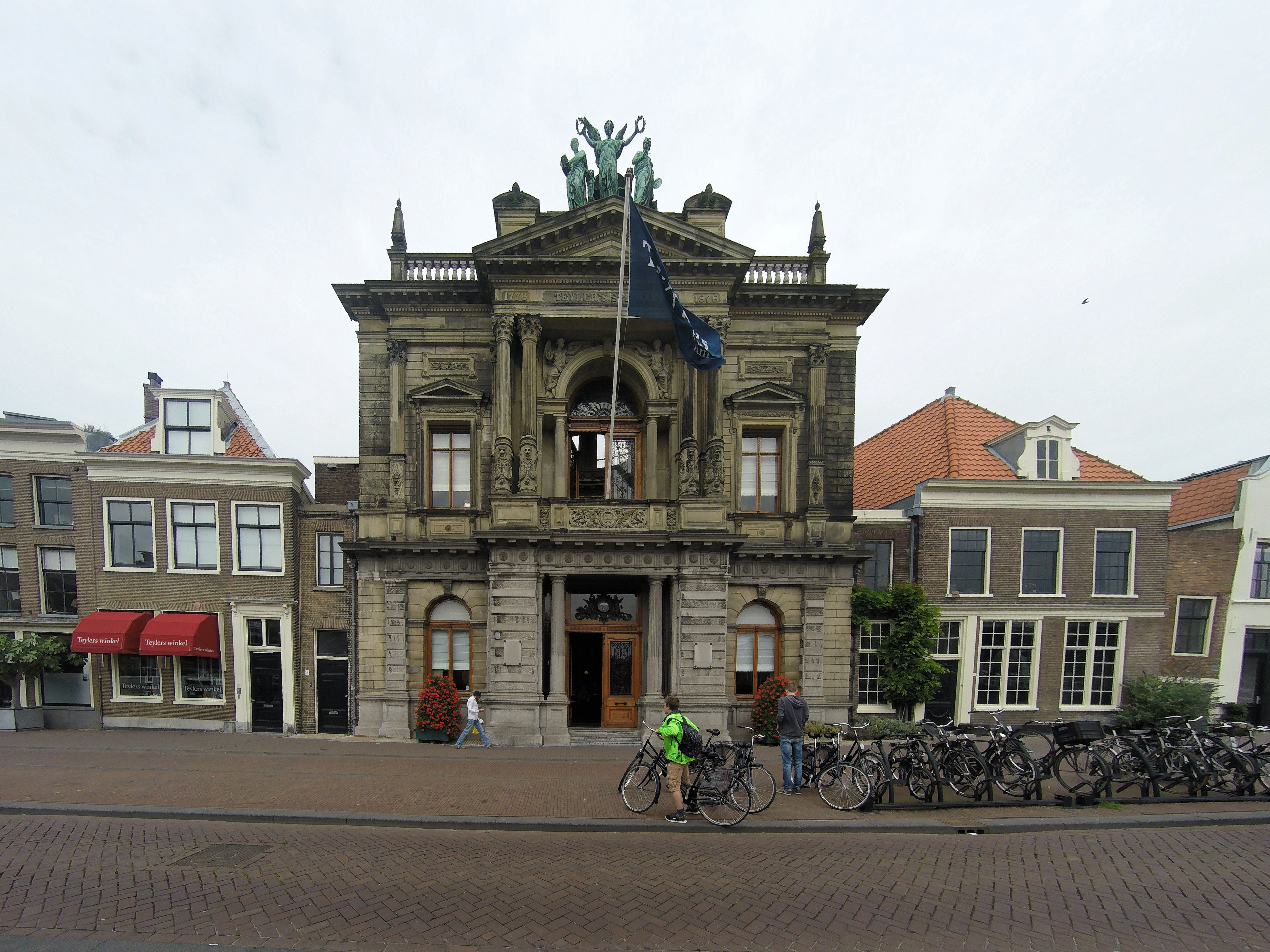
Teylers Museum frontal

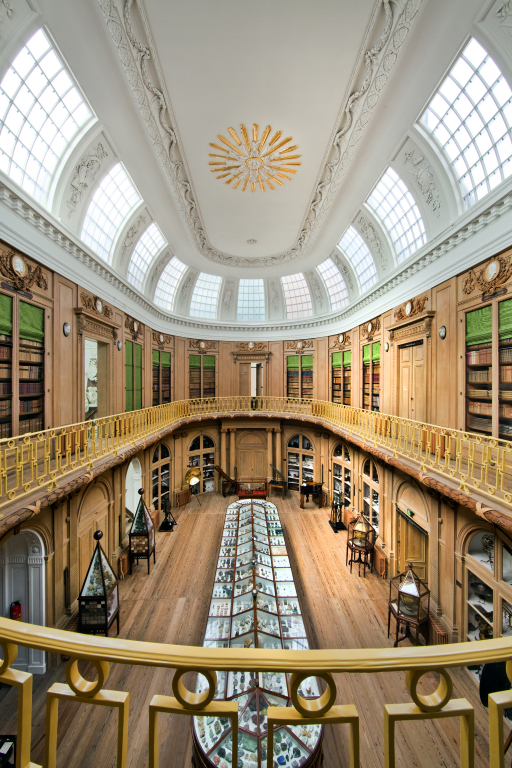
Ovaler Saal

Teylers Museum ist ein 1778 in Haarlem (Niederlande) gegründetes Museum für Natur- und Technikgeschichte. Das Gebäude am Fluss Spaarne lag ursprünglich hinter dem Wohnhaus des Textilfabrikanten und Bankiers Pieter Teyler van der Hulst, der kinderlos war und testamentarisch verfügte, sein Vermögen solle für die Förderung von Kunst und Wissenschaft verwendet werden  dazu gründete er die Teylers Stichting.
Jährlich kommen etwa 100.000 Besucher. Es befindet sich auf der Liste der Top 100 der niederländischen Kulturdenkmäler.

## Geschichte

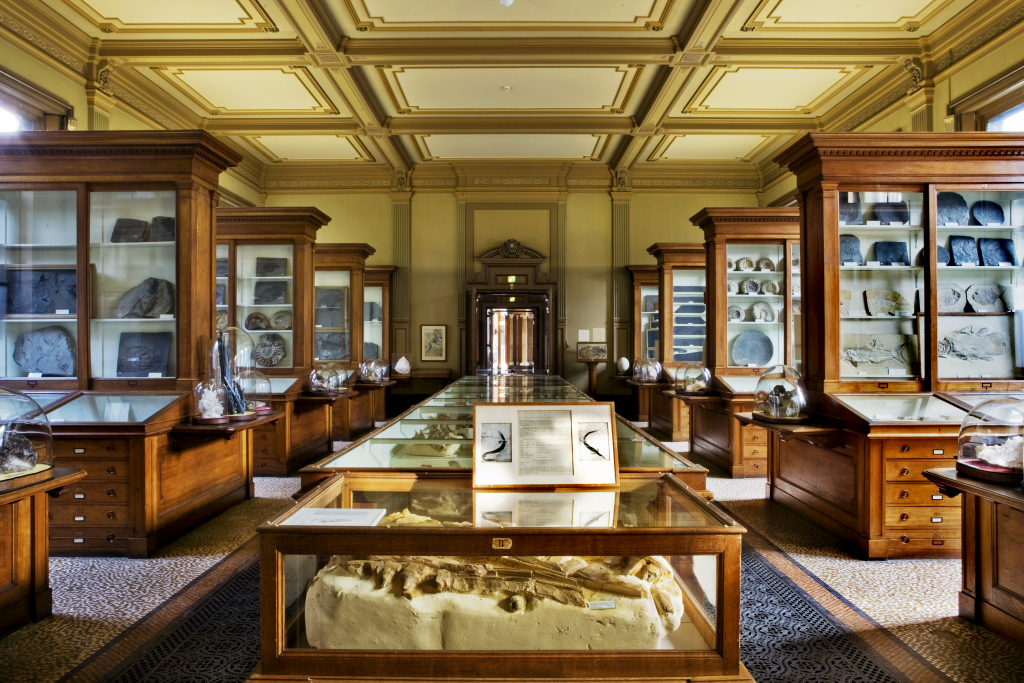
Zweiter Fossiliensaal, von 1885

Das Teylersche Erbe an die Stadt Haarlem wurde in drei Gesellschaften aufgeteilt, jeweils eine für Religion, Wissenschaft und Künste. Die je fünf Treuhänder mussten sich wöchentlich in Teylers Haus treffen, so mussten sie in Haarlem wohnen. Teyler hatte zu Lebzeiten die Mennoniten-Gemeinschaft „Zeichenschule für Männer“ (Haarlemse Teekenacademie) in sein Haus eingeladen. Nach seinem Tod ging letztere in ein anderes Haus, um Platz für Teylers Physische en Naturalien Kabinetten en Bibliotheek zu machen (die zweite Gesellschaft). Leiter war Martin van Marum. Ziel der zweiten Gesellschaft war nicht nur die Bildung der Bevölkerung, sondern auch Forschung.
1784 eröffnete das Museum, in jenem Jahr wurde auch der ovale Saal hinter Teylers altem Haus angebaut. Das Museum ist ein Tageslichtmuseum, es wird auf künstliches Licht verzichtet. Dieser Saal war als Kunstgalerie für das Publikum gedacht und ist ein herausragendes Beispiel für klassizistische Architektur in den Niederlanden. In der Mitte zeigt ein Schaukasten eine Mineraliensammlung des 18. Jahrhunderts, die obere Galerie (jetzt für das allgemeine Publikum geschlossen) beherbergt Bücherregale, vor allem mit Enzyklopädien.
Im 19. Jahrhundert wurde das Museum um zwei Gemälderäume erweitert. Der heutige Haupteingang direkt an der Spaarne kam 1878 hinzu. Der bedeutende Physiker und Nobelpreisträger Hendrik Lorentz wurde 1910 Forschungsdirektor am Teylers Museum. In jener Zeit war er bereits eine führende Persönlichkeit in der internationalen wissenschaftlichen Gemeinschaft. Damals unternahm das Museum Studien auf Gebieten wie dem der Optik, des Elektromagnetismus, der Radiowellen und der Atomphysik.
1996 erhielt das Museum einen neuen Flügel, unter anderem mit einem Café.

## Sammlungen
Zur Sammlung gehören unter anderem der größte elektrostatische Generator des 18. Jahrhunderts, Fossilien (darunter ein Archaeopteryx und der 1764 nahe Maastricht gefundene erste Mosasaurus, der 1784 angekauft wurde), Zeichnungen und Gemälde sowie Münzen. Teylers Museum besitzt auch einige Zeichnungen von Michelangelo Buonarroti und anderen italienischen und niederländischen Künstlern. Das Museum hat über zehntausend Gemälde und etwa 25.000 Drucke. Auf dem Dach war auch eine Sternwarte eingerichtet worden.

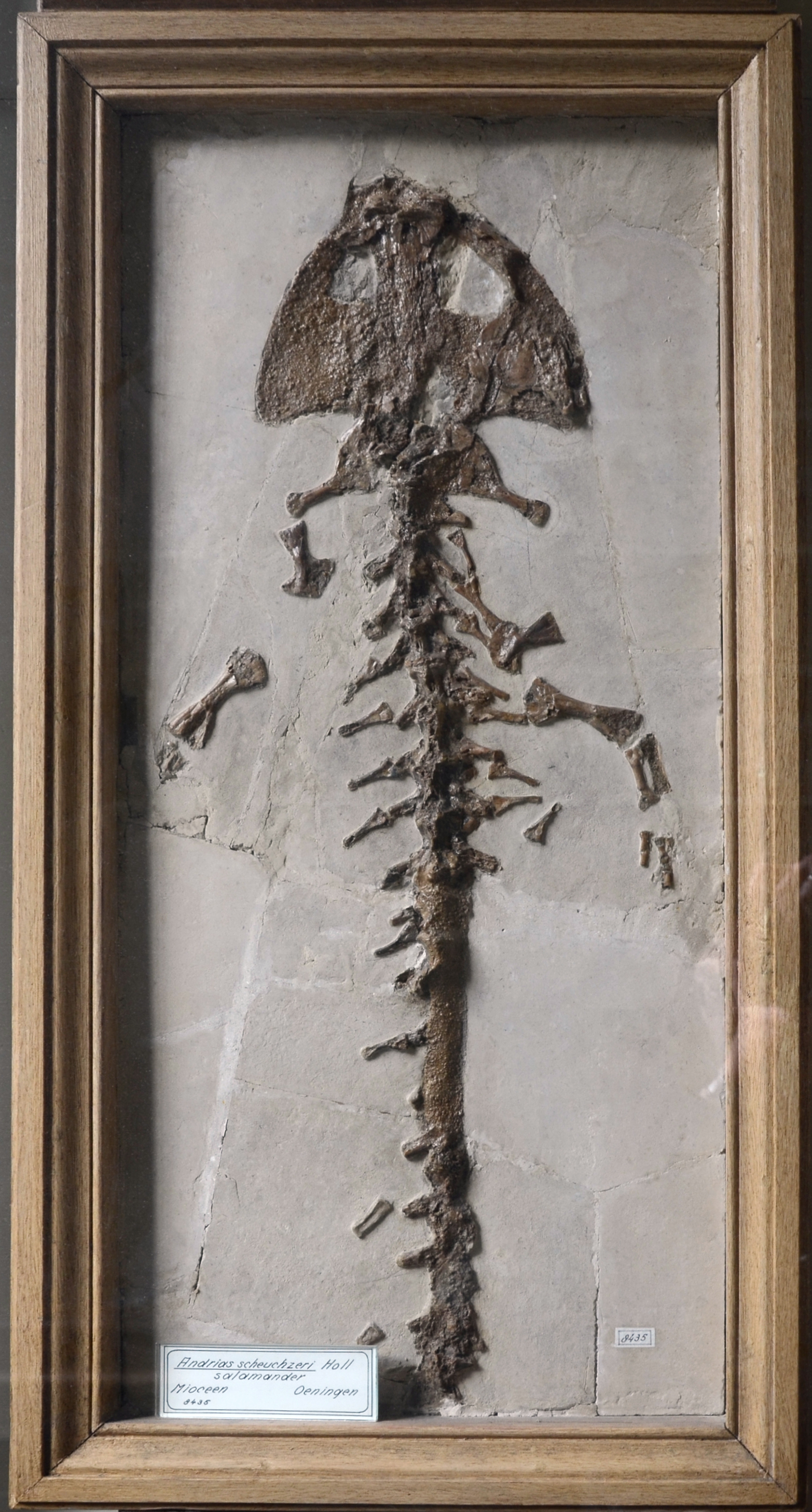
Johann Jakob Scheuchzers Riesensalamander aus den Öhninger Steinbrüchen

Am 12. Dezember 2011 hat die niederländische Regierung das Museum als UNESCO-Weltkulturerbe nominiert. Die Begründung war die lange Geschichte als Museum, das für die Öffentlichkeit zugänglich ist.